# Religion en Finlande
L'article Religion en Finlande recense l'histoire et l'actualité de la religion des 5 500 000 Finlandais.

## Histoire

### Préhistoire et protohistoire
Les premières installations sur le territoire finlandais remontent à 8300 av. J.-C., et l'ère préhistorique dure sur ce territoire pratiquement jusqu'au 13e siècle.
Les populations autochtones, depuis la préhistoire, au nord comme au sud, sont des Samis, peuple finno-ougrien.
La côte sud-ouest, originellement peuplée par des tribus germaniques (scandinaves), reçoit une deuxième vague migratoire de populations finno-ougriennes originaire des régions de la moyenne Volga dans l'Oural, s'installant dès les premiers siècles de l'ère chrétienne et se mélangeant aux populations germaniques formant le peuple finnois. Ces peuples, ayant effectué cette migration, sont également à l'origine du peuplement de l'Estonie voisine et de la Hongrie, d'où la parenté linguistique entre les langues finnoise, estonienne et hongroise (classées parmi les langues ouraliennes).
De ces millénaires pré-chrétiens, des croyances polythéistes, donc païennes, sont conservées dans la mythologie finnoise, dans les restes de la religion finnoise antique, entremêlée à la religion samie (encore à peine pratiquée), et à la mythologie estonienne. La mythologie nordique (scandinave) se greffe sur cet ensemble.
Un néo-paganisme contemporain cherche à revivifier et réinventer ces traditions.

### Domination suédoise (XIIe–XVIIIesiècles)
Les peuples germaniques, dès l'âge du fer romain (IIe siècle), commercent avec leurs voisins ouest-européens, et éventuellement les attaquent. Puis, ils se christianisent, migrent, s'intègrent davantage : christianisme goth (en) dès la fin du IVe siècle.
Les Germains septentrionaux ou Scandinaves (de Scanie) ou Nordiques, habitués à commercer depuis très longtemps en Europe à l'époque païenne, entrent en contact avec la religion chrétienne avec les premières missions d'évangélisation dans la première moitié du VIIIe siècle, avant l'expansion viking.
Vers 822-825, la Scandinavie est déclarée terre de mission, dans la mesure où l'Occident chrétien réagit contre ce prédateur.
L'Âge des Vikings (793-1066, pour l'essentiel) se manifeste par le commerce, l'exploration, la suprématie maritime, le pillage, la colonisation. Il prend fin lorsque la Scandinavie se dote de pouvoirs monarchiques centralisateurs et que les Vikings et les Varègues se convertissent au christianisme désormais dominant.
Les Scandinaves qui acceptent la prima signatio (petit baptême chrétien, profession de foi (façon kérygme), avant toute confirmation) sont autorisés à commercer.
Les Vikings sont de fait aussi des artisans de la deuxième mondialisation.
Des attaques vikings en Finlande sont connues par seulement deux inscriptions runiques en Suède, et par des passages de sagas peu fiables. Le pays est bien moins riche que les territoires chrétiens.
L'optimum climatique médiéval, ou réchauffement climatique de l'an mil, semble avoir amené une meilleure productivité agricole, une croissance démographique, et un développement du commerce, dans toute l'Europe de la mer du Nord et de la mer Baltique.
Une première évangélisation, côtière, peut avoir touché le pays dès le Xe siècle, au moins dans l'archipel des Åland, avec implantation suédoise christianisée.
Un autre élément, non scandinave à l'origine, intervient, la Hanse, au sens des réseaux de marchands de plusieurs villes du Nord de l’Allemagne, coopérant ensemble pendant le Moyen Âge pour contrôler le commerce maritime sur la mer du Nord et la mer Baltique. Cette forme d'association, comme toute guilde, s'accompagne d'équipes de mercenaires servant à protéger les intérêts des marchands.
La croissance de la ligue hanséatique a lieu dans un monde où colonisation et évangélisation vont de pair. Elle est particulièrement liée à la montée de l'ordre des chevaliers Teutoniques, au prosélytisme catholique servant de façade aux jeux de pouvoir mondiaux de l'époque (dont la puissance économique et militaire des Varègues passés à la république de Novgorod et disposant de routes commerciales intéressantes vers la mer Noire et la mer Caspienne).
L'Union des villes wendes, Wendischer Städtebund (1230) s'élargit en Association des marchands de Gotland (1240), puis en Hanse des villes (1280), et organise un espace commercial commun nord-européen, au moins jusqu'en 1500.
Le pape Célestin III, par deux bulles (1193 et 1195) confirme la légitimité de la christianisation des incroyants ou mécréants, et de la colonisation germanique vers l'Est (Drang nach Osten (XIIe – XIXe siècles), donc l'établissement de colons allemands catholiques sur des territoires slaves et orthodoxes, ou baltes et parfois encore païens.
Les Croisades baltes durent de 1180 à 1380, se détournent de leur but originel et s'achèvent par la territorialisation des ordres militaires qui les ont conduites : État monastique des chevaliers Teutoniques (1226-1525), Terra Mariana (Livonie, 1207-1561)  pour les chevaliers Porte-Glaive.
En complément, la Suède participe aux guerres novgorodo-suédoises, pour contrer la puissance de la république de Novgorod (1136-1478), et elle convertit au christianisme catholique la Finlande : première croisade suédoise (1157, 1191, 1202), deuxième croisade suédoise (Birger Jarl, 1239-1250), troisième croisade suédoise (1293), colonisation suédoise de la Finlande (en).
La population finlandaise semble résister moins à la religion qu'à la domination des colons suédois : expropriations, déréglementation des droits de pêche, imposition de la langue suédoise, féodalisme suédois. Cela entraîne résistances logiques et révoltes locales...
Étrangement, le seul cas d'insurrection paysanne qui émerge reste la guerre des gourdins (en) (1595-1597) ou Nuijasota (fi)), sur fond de rivalités féodales.
Jusqu'en 1809, le royaume de Suède est de Suède-Finlande, la Finlande constituant deux provinces suédoises.
Les Finlandais suédophones contemporains (300 000 environ) sont les descendants des colons d'alors.
Et le suédois est « la seconde langue nationale » du pays.
La Réforme protestante est à l'origine de la deuxième vague de Marche vers l'Est. Les protestants, particulièrement luthériens, fuient les contrées de Contre-Réforme (Autriche, France, Pologne) vers des pays plus tolérants du Saint-Empire romain germanique ou en dehors.
La proximité (culturelle, diplomatique, économique, militaire) du Saint-Empire romain germanique en période de Réforme protestante amène la création d'une église nationale suédoise, luthérienne, l'Église de Suède (1527).
Le roi de Suède Gustave Ier Vasa (1496-1560) l'impose dans son pays et ses dépendances, dont les provinces de Finlande.
Mikael Agricola (1510-1557), pasteur finlandais, linguiste, érudit, humaniste, théologien, est un des principaux artisans de cette conversion religieuse collective.
Il est consacré évêque d'Åbo en 1554 (sans l'approbation du pape). En conséquence, il commence une réforme de l'Église finlandaise suivant la pensée luthérienne. Il traduit le Nouveau Testament (le Se Wsi Testamenti), le livre des prières, l'hymne et la messe en finnois et par le biais de ce travail fixe les règles de l'orthographe qui sont à la base de l'écriture moderne du finnois. La profondeur de ce travail est particulièrement remarquable, puisqu'il l'accomplit en seulement trois ans.
L'Église évangélique-luthérienne de Finlande efface durablement le catholicisme des pratiques, dès 1560, comme c'est également la réalité en Prusse et en Livonie.
Le 17e siècle suédois est impérial, et voit localement la (seconde) christianisation des Samis en sámi.
Le 18e siècle est catastrophique : autoritarisme, grande guerre du Nord (1700-1721), famines, déplacements de populations, relative ère de liberté (en Suède), guerre de Finlande (1808-1809), et la Suède se retire de Finlande.
La population de la Finlande est estimée à 421 000 personnes en 1770, et à 863 000 en 1810.

### Domination russe (19esiècle)
Dans le grand-duché de Finlande (1809-1917), relativement autonome, en union personnelle avec l'Empire russe, le catholicisme, en liturgie dominicaine (jusqu'en 1860), peut reprendre, pour une population de 3 000 catholiques déclarés en 1830.
En 1856, est créée la paroisse d'Helsinki, et sa cathédrale est terminée en 1860.
1882 voit l'expulsion de tous les prêtres allemands, et l'interdiction de tous les prêtres étrangers (jusqu'en 1912).
Le régime est suffisamment libéral pour permettre la naissance d'une revendication culturelle, d'un romantisme national, défense du finnois  (par l'église, seul lieu public d'usage de la langue), revendication de "finlandicité", recherche de "finnicité", espoir de "finnicisation", mouvement fennomane .
Le pasteur luthérien, suédois-sami-finlandais, Lars Levi Læstadius (1800-1861) prêche la population sami, en sami et en finnois, et débute un mouvement piétiste, revivaliste, très apprécié en milieu lapon, et qui a beaucoup essaimé, entre autres en Amérique du Nord, le læstadianisme.
Le soulèvement de Kautokeino, ou "soulèvement sami de Guovdageaidn", parmi les éleveurs de rennes (en Norvège), en 1852, a pu y trouver une inspiration.

### Indépendances (20e-21esiècles)
L'indépendance (1918) voit surtout la décroissance de la population catholique, avec le départ des familles militaires russes.
Puis le catholicisme reprend vie, se réorganise.

## Religions en présence

### Christianisme
Le millénaire de christianisme marque durablement la très grande majorité de la population, qui apprécie particulièrement le travail communautaire, dont les activités sociales de la diaconie.
Le pays reconnaît deux Églises nationales, l'Église évangélique-luthérienne de Finlande et l'Église orthodoxe de Finlande, toutes deux financées largement par la collecte d'un impôt direct. Leurs fêtes sont reconnues par l'État.
L'orthodoxie est la plus ancienne forme de christianisme en Finlande.
Elle s'est propagée dans le sud de la Finlande et dans la population de la Carélie autour du lac Ladoga par le commerce et d'autres contacts avec l'Orient, en partie par les Varègues et la république de Novgorod (1136-1478).
La fondation de monastères dans les îles du lac Ladoga (monastère de Valaam, monastère de Konevets en 1393) a largement contribué à la propagation de la foi orthodoxe en Finlande orientale, dans la mesure où ces monastères ont été d'importants centres missionnaires.
Pendant la domination russe, à l'époque du grand-duché de Finlande (1809-1917), l'orthodoxie est associée à l'élite dirigeante du pays, même si les Finlandais ruraux, Samis et Caréliens, sont les membres les plus nombreux de l'Église orthodoxe.
L'Église évangélique-luthérienne de Finlande est, depuis 1580, très largement majoritaire, exigeante (adhésion obligatoire, participation hebdomadaire aux offices, orthodoxie luthérienne (en)), presque exclusive (98 % en 1900), et toutefois plurielle : luthéranisme, luthéranisme confessionnel (en) (du Livre de Concorde de 1580), piétisme, rationalisme, protestantisme libéral, réveil finlandais, néo-luthéranisme, Vieux luthériens (en), etc.
Le læstadianisme également a essaimé et a évolué en diverses branches.
L'hymnodie sait intégrer dans les offices religieux des formes musicales populaires contemporaines, comme l'heavy metal pour des "métal-messes".

### Autres religions
Les minorités ethniques autochtones conservent tout ou partie de leurs particularités, tout comme les minorités récentes, avec une vie religieuse communautaire, somme toute, assez semblable aux religions dominantes.
Les associations religieuses, quand elles sont déclarées et reconnues, et donc habilitées à recevoir leur part de la taxe d'église, sont autorisées à accomplir leurs rituels religieux, dont les mariages religieux.

### Minorités ethno-linguistiques
- Roms de Finlande (en) (Suomen romanit), parlant le finnois et le romani finlandais (10 000 estimés)

### Paganisme et néo-paganisme
Le néopaganisme vise à revivifier et réinventer une partie des pratiques et traditions nordiques / scandinaves, au risque de retomber dans des dérives anciennes (1870-1940) : folklore scandinave, mythologie nordique, religion nordique ancienne et culture viking.
Il existe aussi quelques traces d'un néopaganisme européen de langue allemande (en), plutôt déplacé dans la région.
Le néopaganisme finnois, reconstructionniste, protochroniste, s'appuie sur la religion finnoise antique, la mythologie finnoise et les différentes divinités et formes d'esprits : Tuonela...
Ces références idéologiques renvoient plus concrètement à des tendances comportementales : respect de la nature, respect des lieux considérés comme sacrés, respect de la communauté, des générations passées et de celles à venir, célébration des fêtes populaires, pratique des traditions folkloriques (dont artisanat, vêtement, musique, danse, chant, etc).
Ces croyances et pratiques sont souvent présentées et interprétées, par pratiquants ou participants, comme un retour aux racines, en dehors de toute appartenance à une association néo-païenne, et sans nationalisme culturel (au sens d'exclusivisme).
- Folklore de Finlande (en)
- Tradition de célébration païenne finlandaise (fi)
- Marla (religion)

### Nouveaux mouvements religieux
Parmi les quelques nouveaux mouvements religieux (NMR) visibles en Finlande contemporaine (2020) : 
les courants mondiaux du New Age, et des résurgences d'anthroposophie, théosophie, géomancie, ésotérisme, occultisme.
- Théosophie en Scandinavie (en)

## Galerie

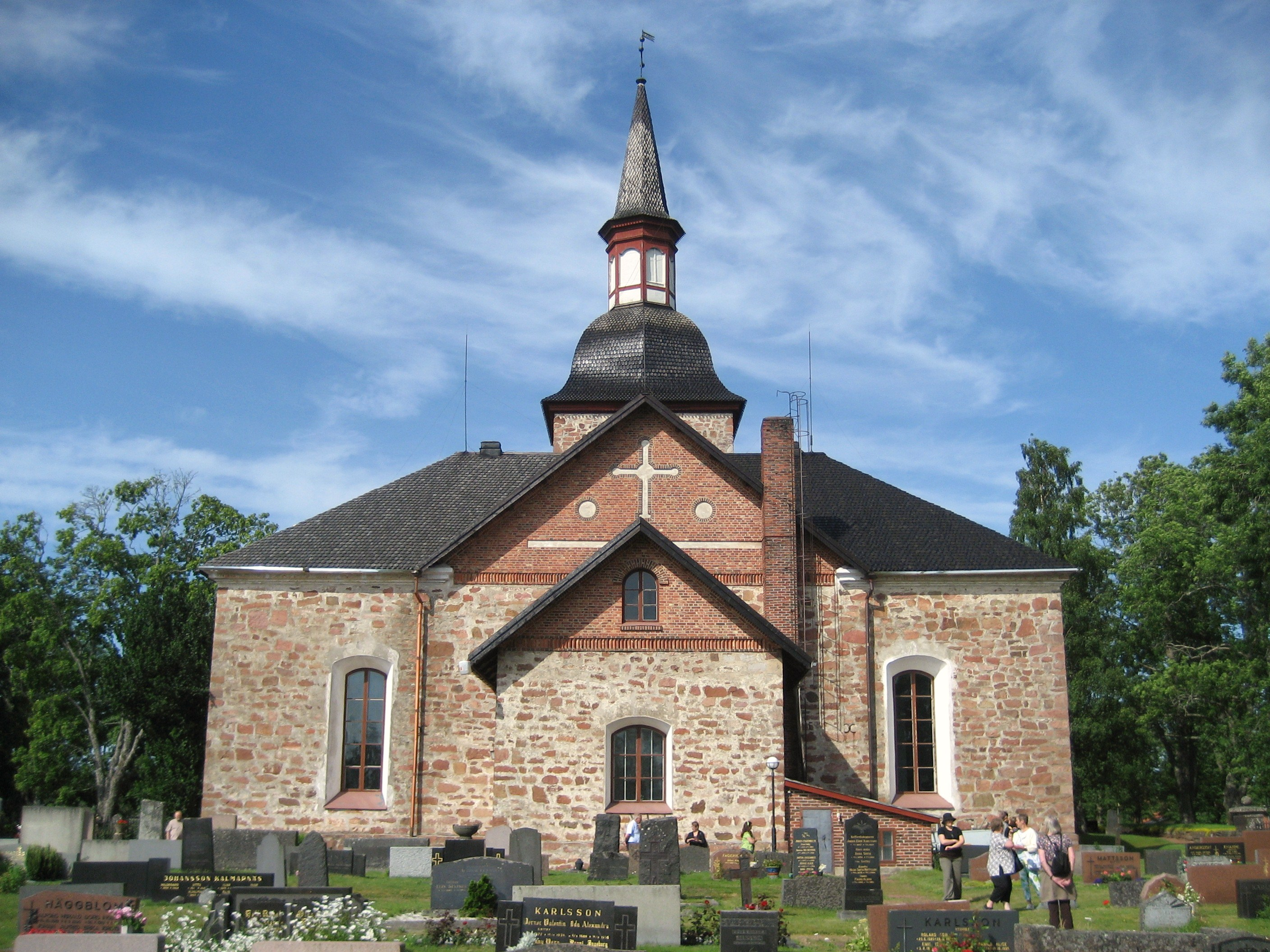
Église Saint-Olaf de Jomala (Åland)
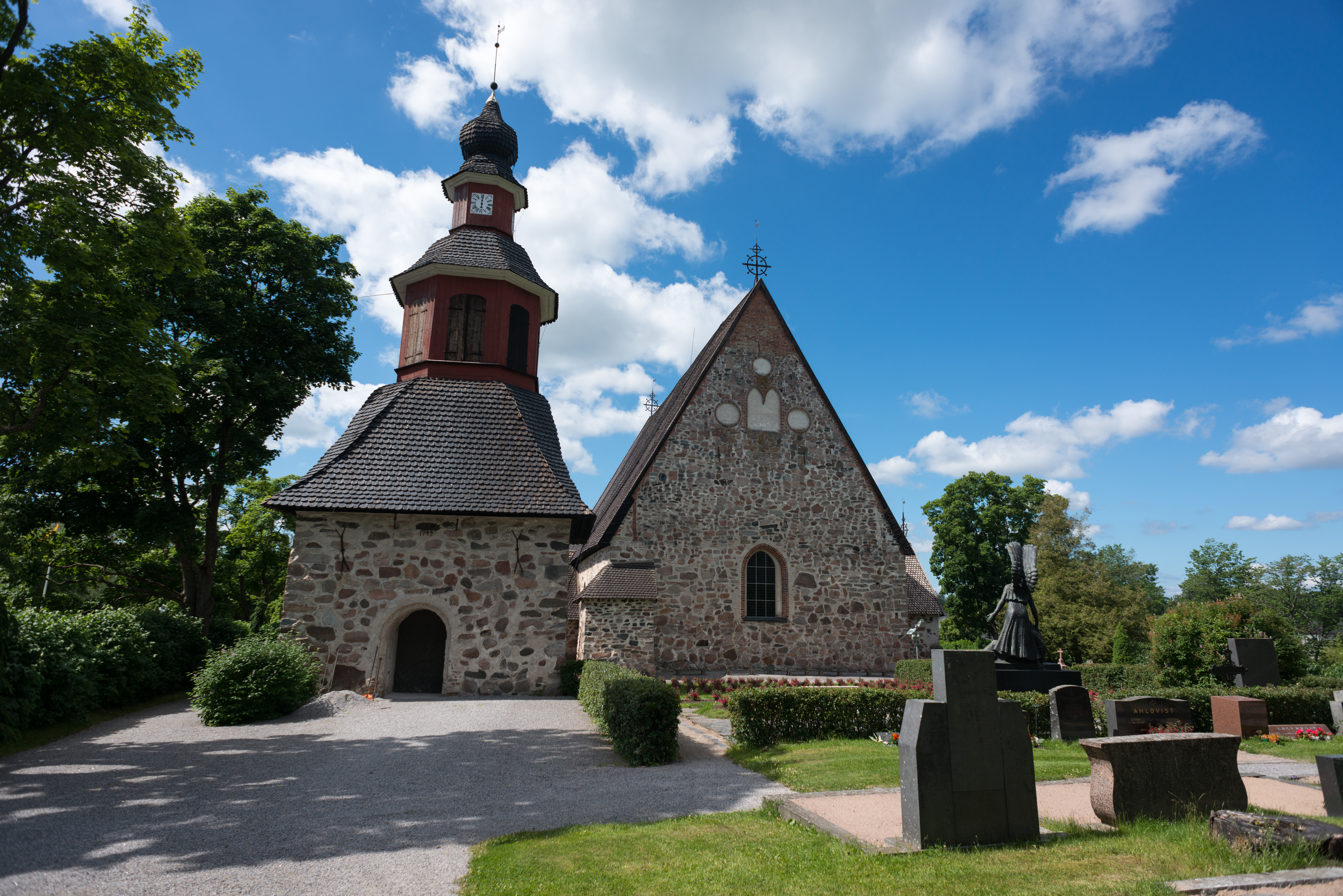
Église Saint-Laurent de Perniö
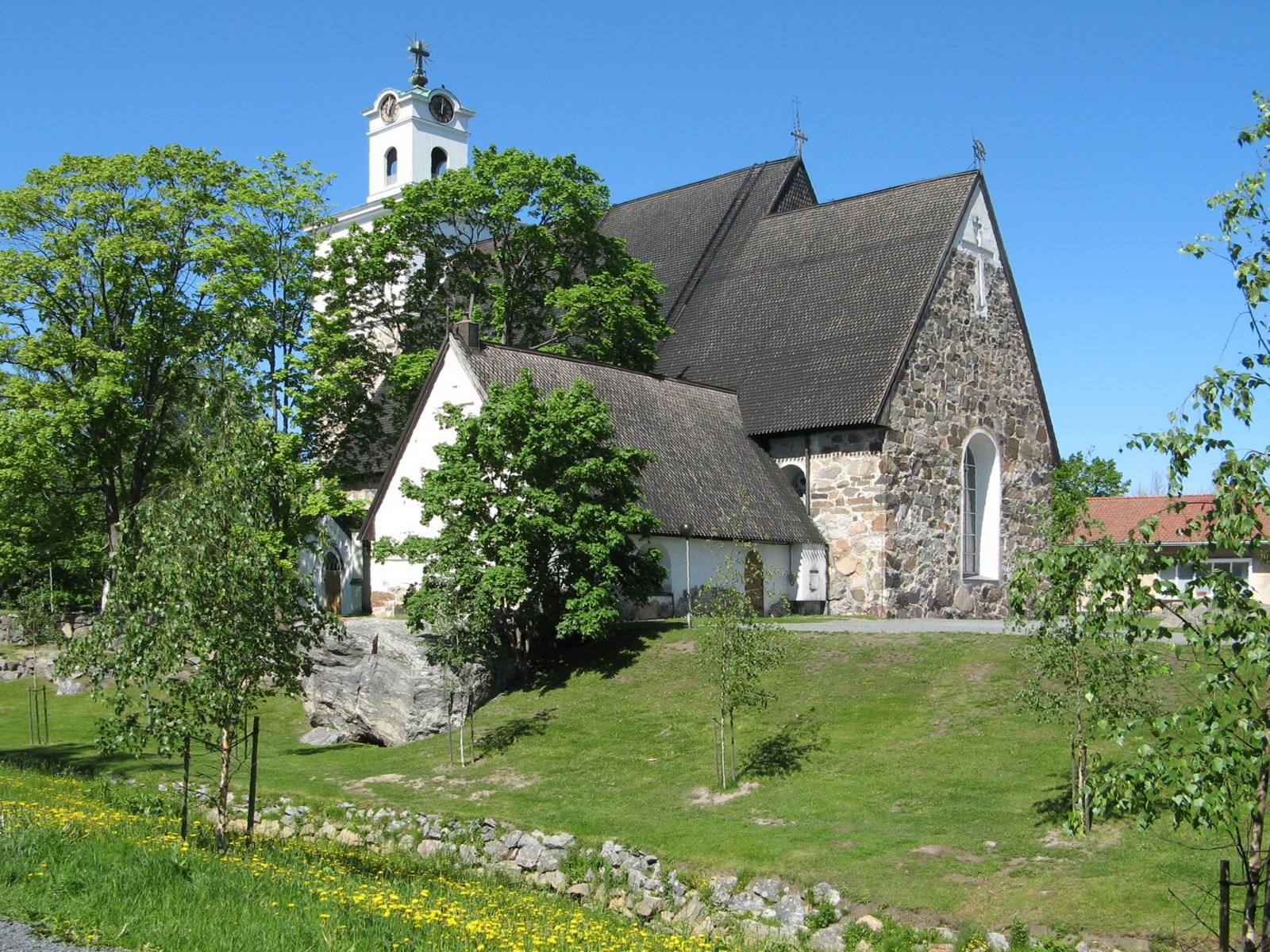
Église de la Sainte-Croix de Rauma
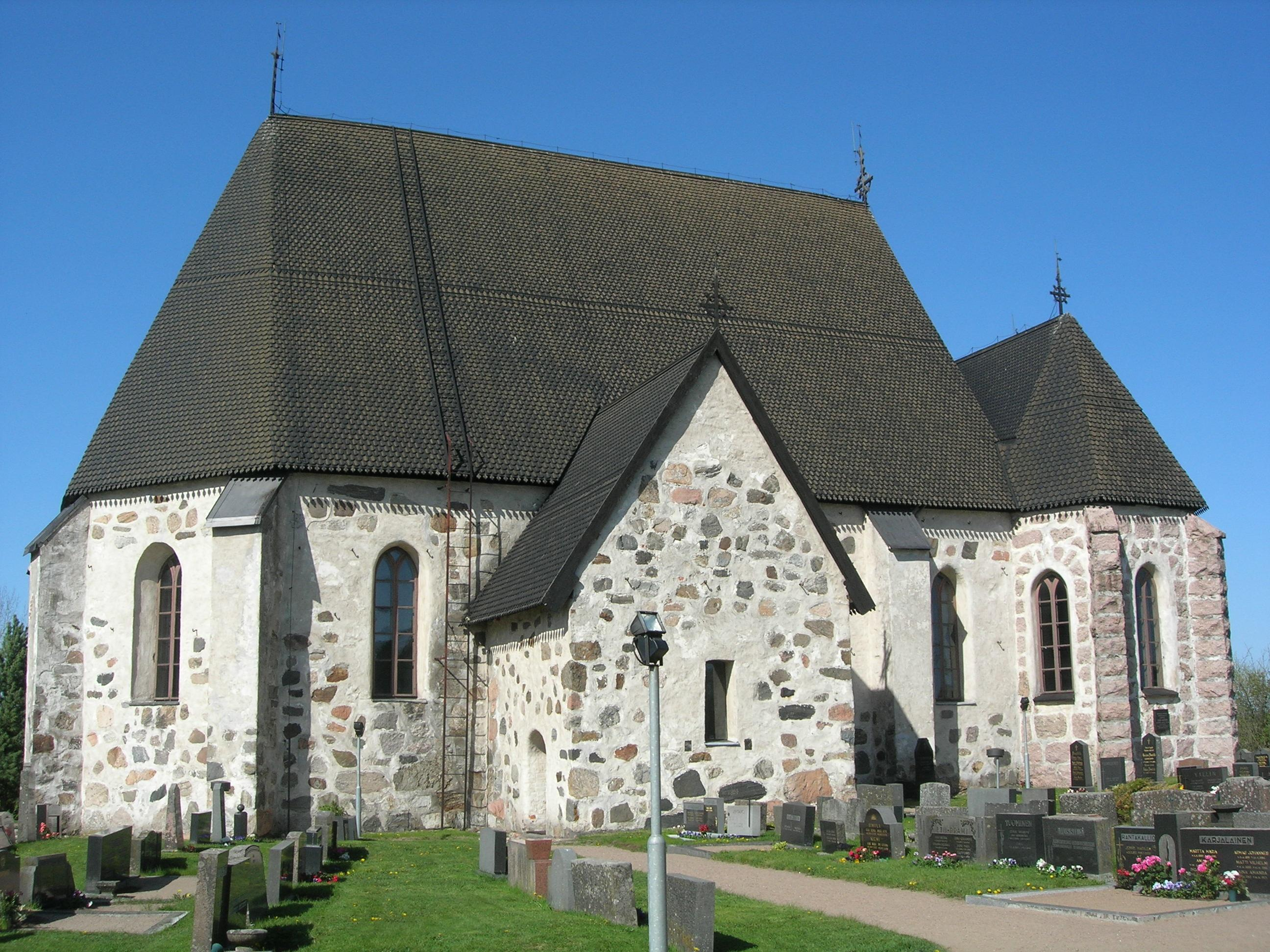
Église de Nousiainen
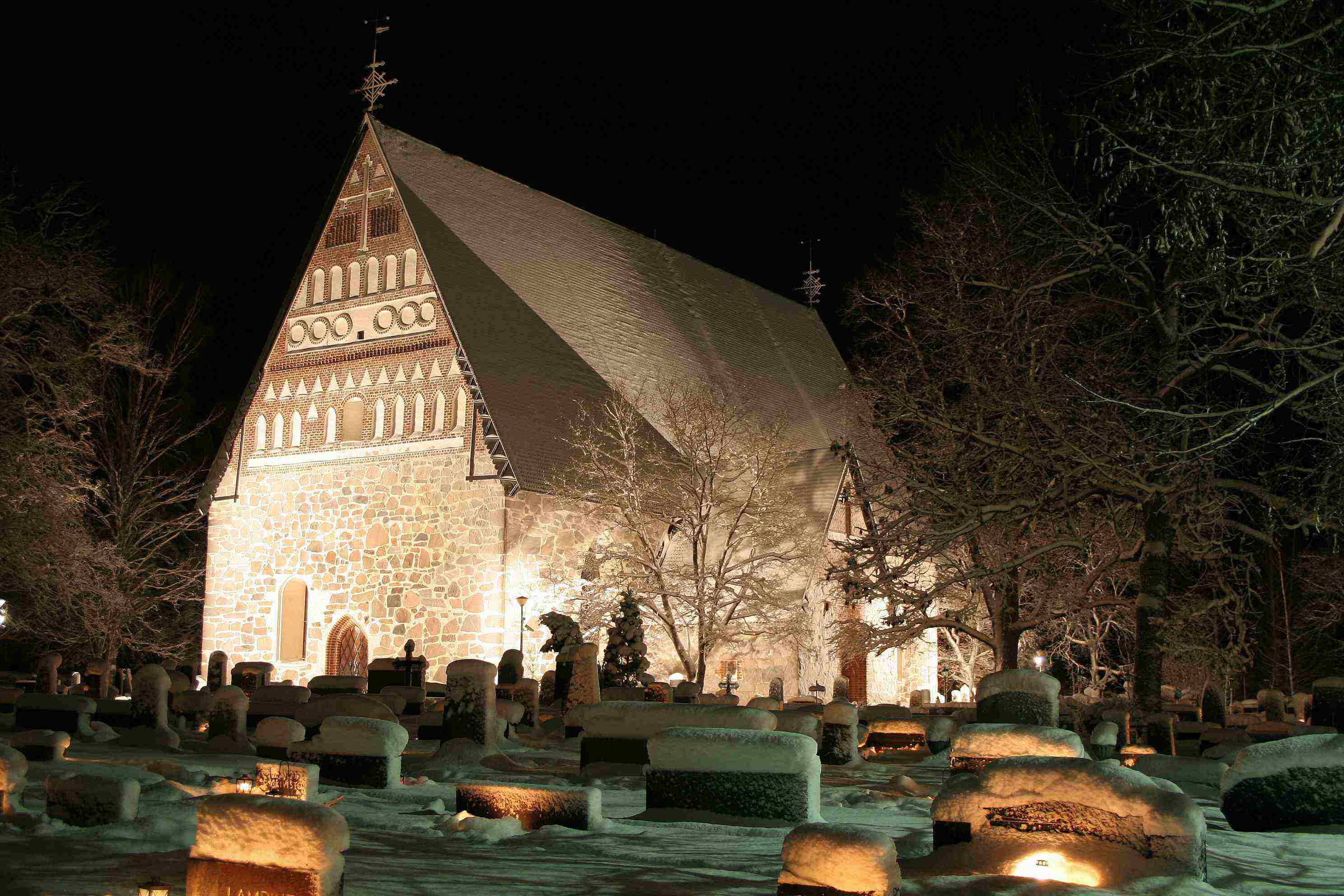
Église médiévale d'Hollola
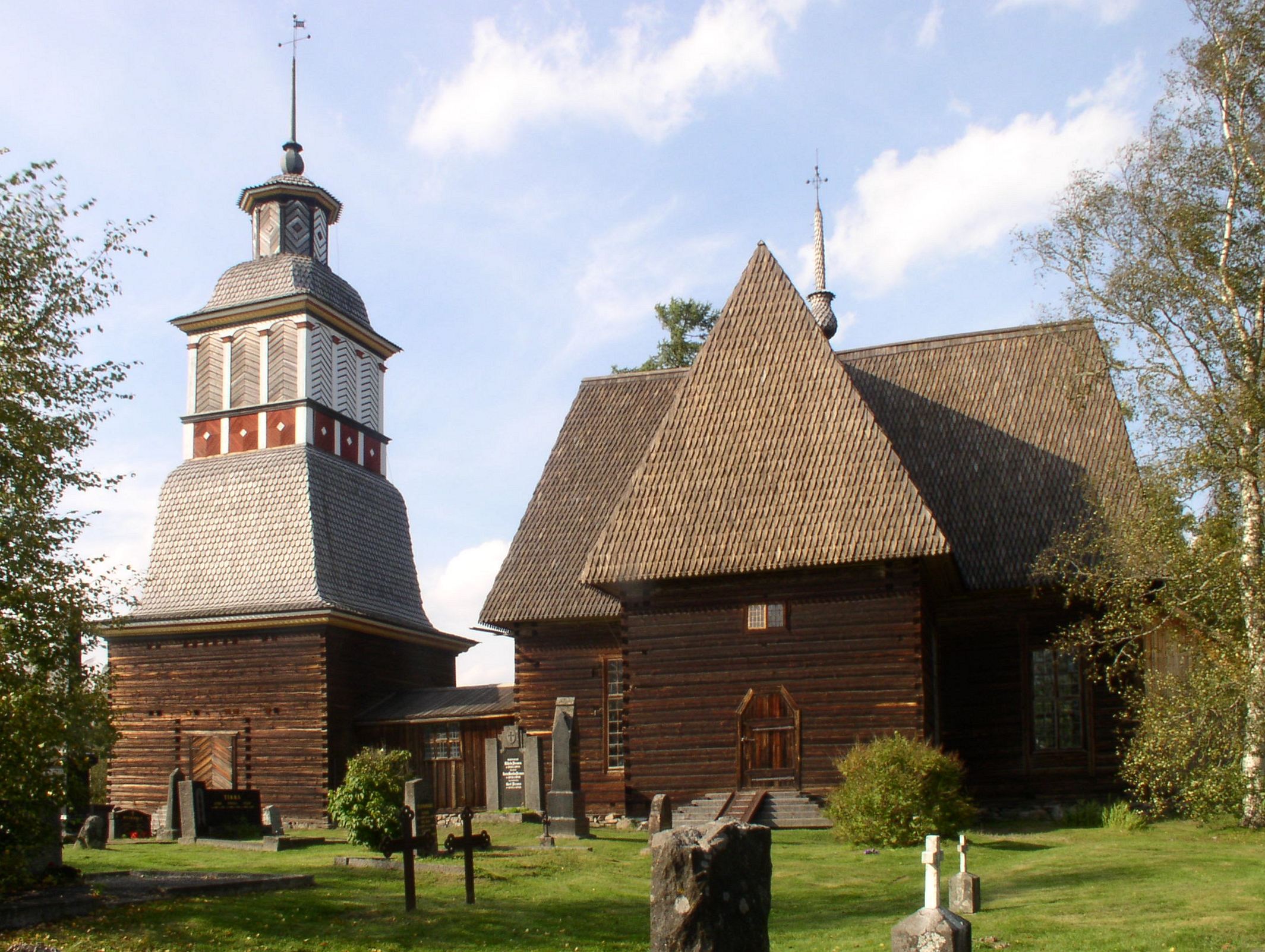
Vieille église de Petäjävesi
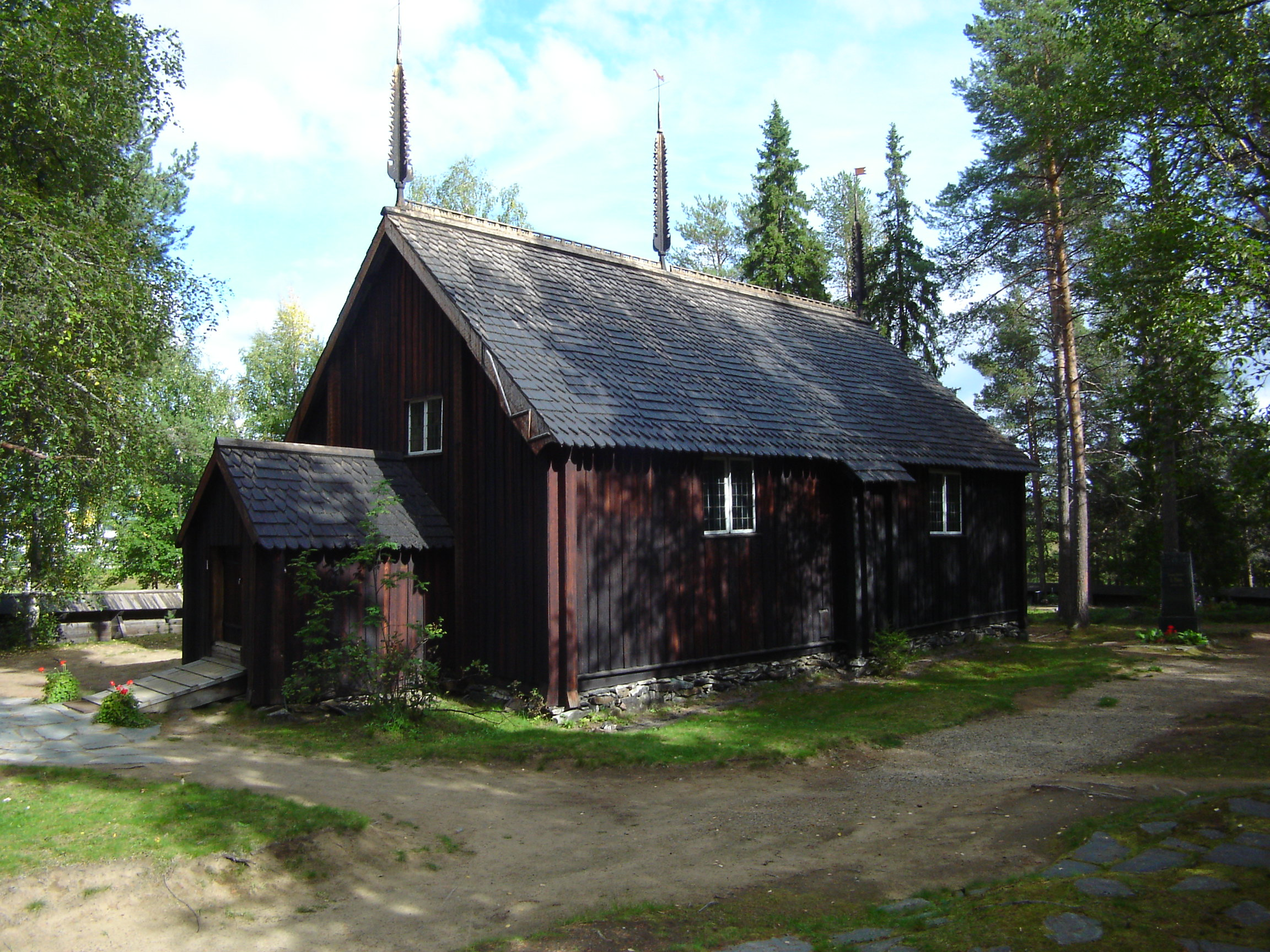
Ancienne église de Sodankylä
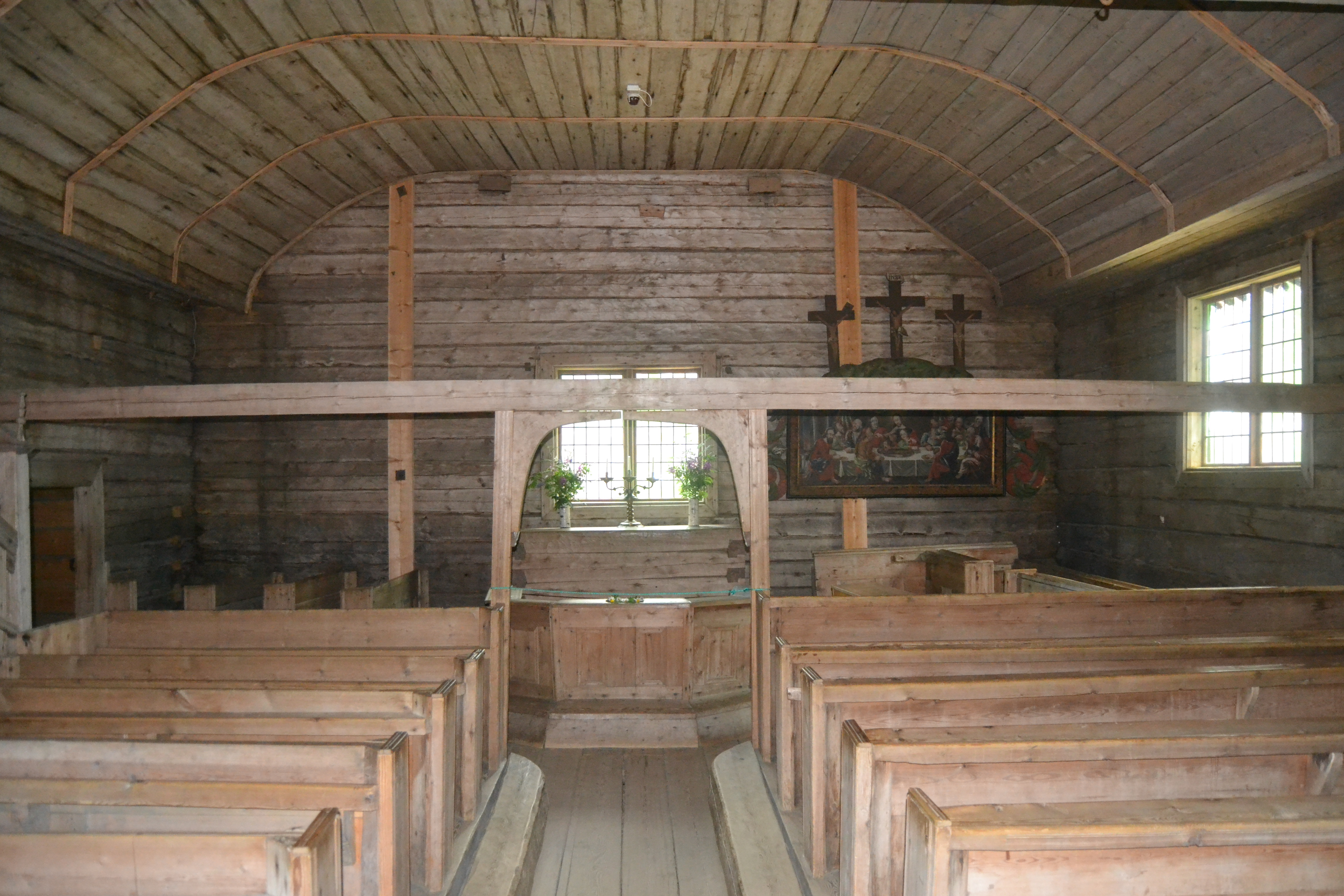
Ancienne église de Sodankylä (intérieur)
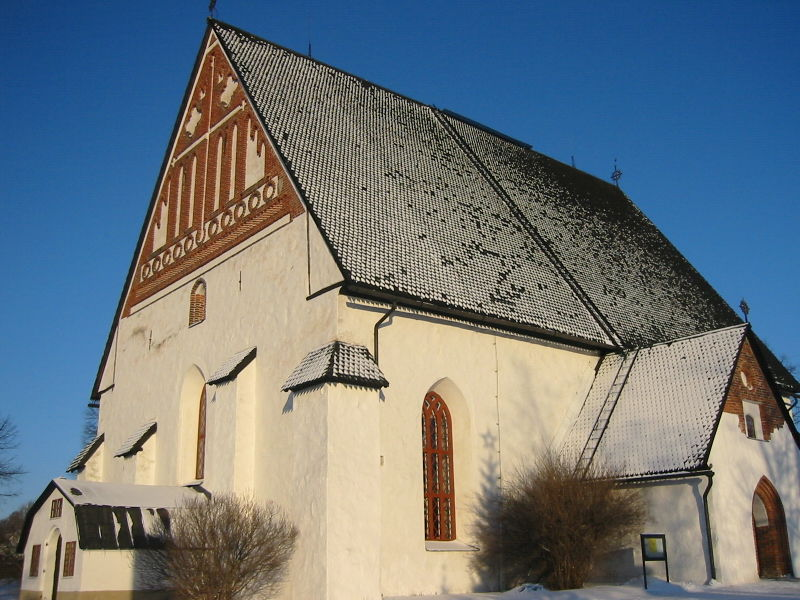
Cathédrale de Porvoo
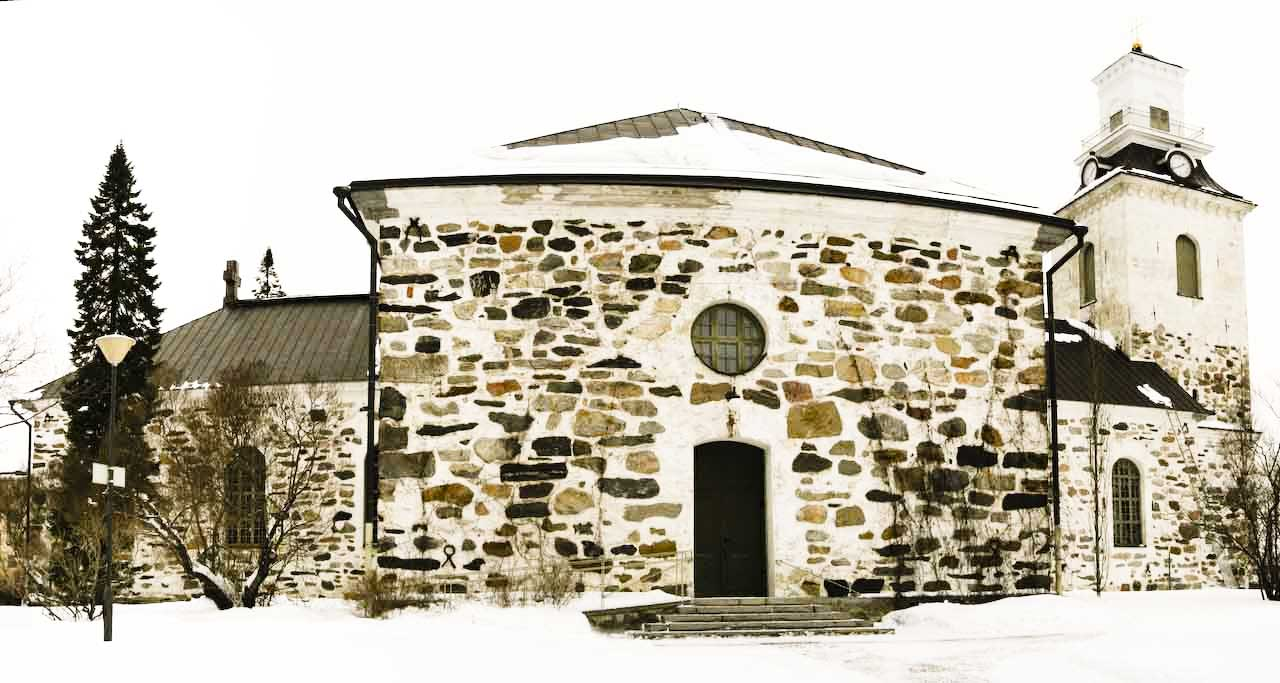
Cathédrale de Kuopio
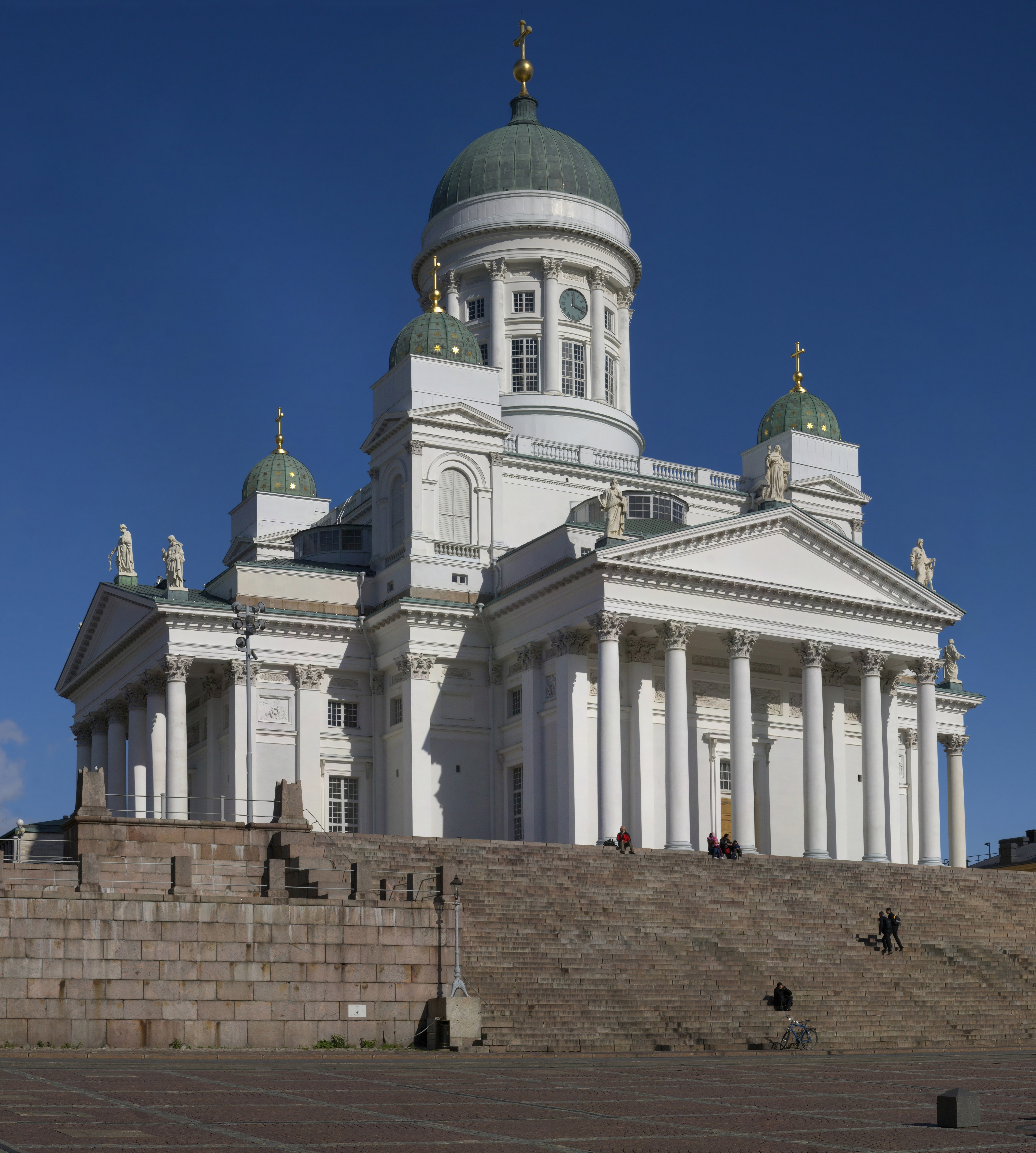
Cathédrale luthérienne d'Helsinki
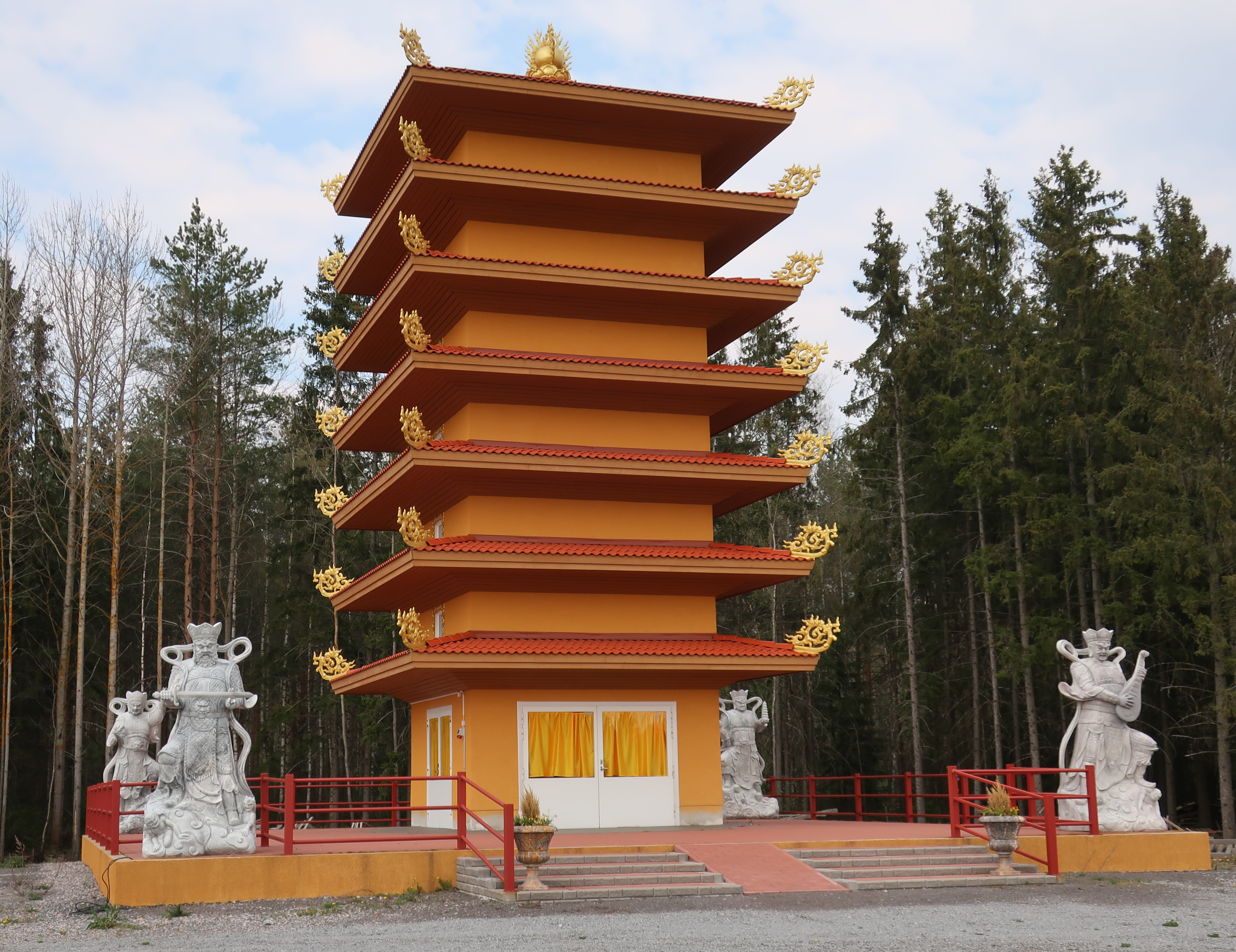
Pagode du monastère de Liên Tâm.

## Repères 2022
Les chiffres proviennent des données officielles de 2022, pour une population totale approximative de 5 564 000 Finlandais,.

### Christianisme (67,1%)
- Église évangélique-luthérienne de Finlande (3 625 000 fidèles, 65,15 %, contre 98 % en 1900)
- Église orthodoxe de Finlande (58 500 membres), 1,05 %, contre 1,7 % en 1900.
- Témoins de Jéhovah (16 200 fidèles, 0,29 %)
- Catholicisme en Finlande (15 000 déclarés, 0,27 %), ou 6000 familles, mais potentiellement cinq à dix fois plus en 2015
- Église libre de Finlande (Suomen Vapaakirkko), (14 600 adeptes, 0,26 %), fondée en 1923, regroupant les diverses Églises libres
- Les divers mouvements pentecôtistes représenteraient (13 200 revendiqués, 0,24 %)
- Autres christianismes, dont adventisme (3137), mormonisme (3125), baptisme (2362), méthodisme (1282), évangélisme (827), anglicanisme (200), etc
- Église orthodoxe russe en Finlande, environ (2 000 membres) sont rattachés au patriarche de Moscou et de toutes les Russies et est organisée en deux paroisses à Helsinki (avec cinq églises et chapelles) : la paroisse Saint-Nicolas (établie en 1927) compte 1 500 membres dont 70 % sont citoyens finlandais, et la paroisse de l'Intercession (établie en 2004) compte 350 membres. Elle observe le calendrier julien.[réf. nécessaire]
- Laestadianisme traditionnel (en) et quatre autres tendances laestadiennes
- Assyriens en Finlande (en), depuis 1991, réfugiés d'Irak et d'Iran

### Autres religions (< 1%)
- Islam en Finlande (22 300 fidèles, 0,40 %) (100 000 estimés en 2016), pour une petite part descendants des Tatars de Crimée servant dans l'armée russe dans les années 1870-1920, pour une large part réfugiés humanitaires récents (Kosovo, Afghanistan, Irak, Somalie, etc)
  - Tatars de Finlande (de), façon Tatars baltiques
  - Communauté somalienne de Finlande
- Bouddhisme en Finlande (en) (1 854 adeptes, 0,03 %)[7]
- Judaïsme en Finlande (1 073 pratiquants, 0,02 %)
- Bahaïsme en Finlande (en) (649 adeptes, 0,01 %)
- Hindouisme en Finlande (en) (379 adeptes, 0,01 %)
- Sikhisme

### Autres spiritualités (< 0,1%)
- Néopaganisme finnois
  - Association de la religion finnoise Autochtone (Suomalaisen kansanuskon yhdistys ry), basée à Helsinki, reconnue en 2002
  - Association de l’Étoile polaire (Taivaannaula ry), basée à Turku initialement, reconnue en 2002)
  - Karhun kansa (« Peuple de l'ours »), reconnue en 2013)

### Autres (32,0%)
- Agnosticisme, Athéisme, sans religion déclarée
- Irréligion en Finlande (en)
- Indifférence ou refus de réponse

La déclaration d'appartenance à une communauté religieuse est un acte volontaire obligatoire consigné, et correspond également à une taxe d'église.
La pratique est contrôlée uniquement par les personnels religieux de la confession.
La pratique est autorisée aux non déclarés.
La désinscription est également un acte volontaire consigné.